# Приельбрусся

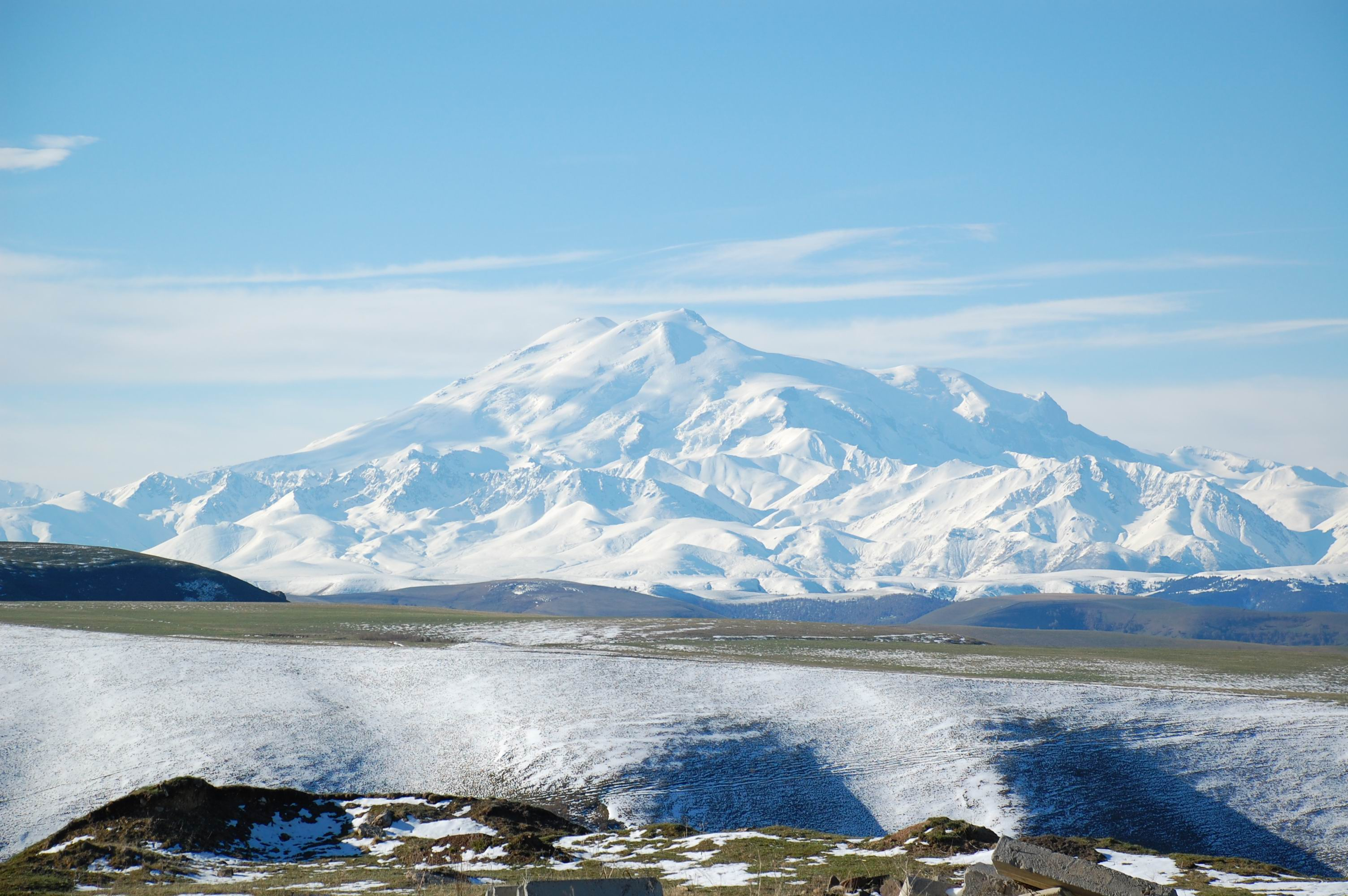
Ельбрус

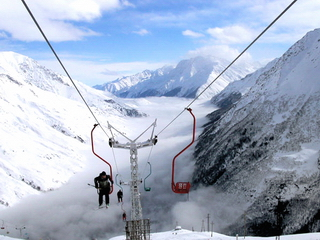
Канатно-крісельна дорога.

Приельбру́сся — район центрального Кавказу, найближчі околиці найвищої гори Європи — Ельбрус. Назва «Приельбрусся» використовується у туристичній галузі; історично-культурний регіон, що займає ту саму територію — Балкарія.

## Визначні пам'ятки
- Блакитні озера
- Чегемські водоспади
- Долина нарзанів
- Баксанська ущелина
- Головний Кавказький хребет
- Боковий Кавказький хребет
- Скелястий Кавказький хребет
- Бечо (перевал)

## Курорт Приельбрусся
Курорт Приельбрусся дуже популярний у гірськолижників. Він входить до трійки найбільших гірськолижних районів Росії. У Приельбруссі 12 км канатних доріг і 35 км гірськолижних трас, два основних схили — гора Чегет та гора Ельбрус. Траси курорту обслуговують 9 підйомники. У Приельбруссі діють кілька гірськолижних шкіл, в яких організовано навчальне катання на гірських лижах з інструктором. Клімат на курорті дозволяє сформуватися природному сніжному покриву в листопаді. Гірськолижний сезон триває до квітня. У верхній зоні Ельбрусу можна кататися і в травні. Білі шапки на вершинах лежать цілий рік.

## Національний парк
- Приельбрусся (національный парк)
- Чегет
- Терскол (село)